# كيت باركلي
كيت باركلي (بالإنجليزية: Kate Barclay)‏ هي راكبة الكنو أسترالية، ولدت في 4 أكتوبر 1980.

## وصلات خارجية
- كيت باركلي على موقع أوليمبيديا (الإنجليزية)
- كيت باركلي على موقع اللجنة الأولمبية الأسترالية (الإنجليزية)